# Kozí chrbát (Starohorské vrchy)
Kozí chrbát (1330 m n. m.) je nejvyšší hora Starohorských vrchů. Nachází se nad vsí Moštenica na hranici Banskobystrického a Žilinského kraje (okresy Banská Bystrica a Ružomberok) na území Národního parku Nízké Tatry. Hora je na západě oddělena sedlem Hadlanka od vrcholu Hadliarka (1211 m) a na východě pak Hiadeľským sedlem od masivu Prašivé (1652 m) v Nízkých Tatrách. Severní svahy spadají do boční větve Korytnické doliny k břehům Barborinského potoka, jižní svahy spadají k osadě Kyslá v Uhliarské dolině. Holý vrchol umožňuje výhled na Zvolenskou kotlinu a Horní Pohroní.

## Přístup
- po červené  značce z Hiadeľského sedla nebo z Donoval